# Hành lang kinh tế BCIM

Trung Quốc
Các thành viên của Ngân hàng Đầu tư Cơ sở hạ tầng châu Á
Sáu hành lang Vành đai và Con đường
Con đường tơ lụa trên biểnTrung Quốc màu đỏ, Các thành viên của Ngân hàng Đầu tư Cơ sở hạ tầng châu Á màu cam, sáu hành lang màu đen

Hành lang Kinh tế Bangladesh, Trung Quốc, Ấn Độ và Myanmar là một hành lang được đề xuất kết nối Ấn Độ và Trung Quốc thông qua Myanmar và Bangladesh như một hành lang.
Vào năm 2015, Trung Quốc đã đề xuất đưa hành lang vào như một phần trong tầm nhìn của họ cho sáng kiến Một vành đai, Một con đường, sáng kiến kết nối toàn cầu đặc trưng của Trung Quốc. BRI đã bị Ấn Độ tẩy chay ngay từ đầu. Vào tháng 5 năm 2019, Hành lang Kinh tế Bangladesh, Trung Quốc, Ấn Độ và Myanmar không được đề cập trong danh sách 35 hành lang và dự án trong một thông cáo chung do các nhà lãnh đạo nhà nước tham dự Diễn đàn Vành đai và Con đường lần thứ 2 đưa ra, cho thấy BCIM đã bị loại khỏi BRI. Cùng năm đó, Ấn Độ đã tìm cách giữ nguyên Hành lang Kinh tế Bangladesh, Trung Quốc, Ấn Độ và Myanmar bằng cách cử một phái đoàn đến Diễn đàn Hành lang Kinh tế Bangladesh, Trung Quốc, Ấn Độ và Myanmar lần thứ 13 ở Yuxi, lưu ý rằng hành lang này có trước BRI.
Hành lang được đề xuất sẽ có diện tích 1,65 triệu km vuông, với ước tính khoảng 440 triệu người ở tỉnh Vân Nam của Trung Quốc, Bangladesh, Myanmar và Tây Bengal ở miền Đông Ấn Độ thông qua sự kết hợp của các tuyến đường bộ, đường sắt, đường thủy và đường hàng không trong khu vực. Hành lang Kinh tế Bangladesh, Trung Quốc, Ấn Độ và Myanmar dự kiến tiếp cận thị trường nhiều hơn cho hàng hóa, dịch vụ và năng lượng, loại bỏ các hàng rào phi thuế quan, tạo thuận lợi thương mại tốt hơn, đầu tư vào phát triển cơ sở hạ tầng, cùng thăm dò và phát triển khoáng sản, nước và các tài nguyên thiên nhiên khác.